# Tripping the Live Fantastic
«Tripping the Live Fantastic» — первый официальный концертный альбом Пола Маккартни после «Wings over America». Материал для альбома был записан во время мирового тура Маккартни 1989—1990 годов в поддержку альбома «Flowers in the Dirt». 
Альбом был издан в октябре 1990 как тройной виниловый LP, а также в виде изданий на двух аудиокассетах и двух CD. Альбом поднялся в чарте Великобритании до 17-го места, в чарте США — до 26-го, оставался в чартах около года и был сертифицирован как «золотой». Также была издана сокращённая версия этого альбома — «Tripping the Live Fantastic: Highlights!» (рус. «Основные моменты») и документальный фильм о туре, озаглавленный «Get Back». В этот же период Disney Channel снял документальный фильм «Paul McCartney: Going Home» (рус. «Пол Маккартни: Возвращение домой»).

## Об альбоме
Документальное свидетельство большого успеха мирового турне пола Маккартни (The Paul McCartney World Tour), альбом Tripping the Live Fantastic включает в себя музыкальные номера за всю на тот момент карьеру Маккартни как музыканта — от знаменитых хитов, исполнявшихся The Beatles, до песен из его последнего на тот момент альбома Flowers in the Dirt, а также некоторые уникальные кавер-версии песен других авторов; в альбоме присутствуют и случайно сделанные во время настройки аппаратуры и репетиций группы на сцене (т. н. «саундчек») записи, что делает его ещё более «живым». Название альбома — аллюзия на фразу «tripping the light fantastic», означающая «танцевать или двигаться под музыкальный аккомпанемент»; исходно это строка из стихотворения L’Allegro английского поэта XV века Джона Мильтона.
Хотя некоторые критики посчитали альбом слишком «отполированным» и «гладким», Tripping the Live Fantastic до сих пор считается щедрым и приятным напоминанием о первом мировом туре Маккартни за более чем десять прошедших с предыдущего тура лет.
Несмотря на «перевернутое» написание авторского дуэта «Леннон — Маккартни» в альбоме Wings over America, Маккартни оставил это написание для «битловских» песен, звучащих на Tripping the Live Fantastic, в их первоначальном виде.
Немного позже, в ноябре 1990, была издана сокращённая версия этого альбома — Tripping the Live Fantastic: Highlights! (с англ. — «Лучшие эпизоды»).
Альбом сопровождался выходом двух синглов, на сторонах «Б» которых были помещены также концертные записи, сделанные во время тура; но песен, вышедших на синглах, нет в альбоме, что делает эти синглы привлекательной «добычей» для коллекционеров.

## Видео
Также на видекассетах формата VHS был выпущен документальный фильм о туре, озаглавленный Get Back. Режиссёр фильма — Ричард Лестер, в 1960-х снимавший художественные фильмы с участием The Beatles: Вечер трудного дня и На помощь!.
В этот же период Disney Channel снял документальный фильм Paul McCartney: Going Home (рус. Пол Маккартни: Возвращение домой). В фильме показан приезд Маккартни в Ливерпуль, где он на концерте в том числе представляет посвящение Джону Леннону, вышедшее на стороне «Б» сингла «All My Trials» — композицию из песен «Strawberry Fields Forever», «Help!» и «Give Peace a Chance».

## Список композиций (издание на CD)
Автор всех песен — Пол Маккартни, кроме указанных особо.

### Диск 1
| №   | Название                                | Автор(ы)                                                                           | Где и когда записано                                                                                         | Длительность |
| --- | --------------------------------------- | ---------------------------------------------------------------------------------- | --- | ------------ |
| 1.  | «Showtime»                              |                                                                                    | коллаж из звуков «за сценой»                                                                                 | 0:38         |
| 2.  | «Figure of Eight»                       |                                                                                    | Роттердам, 10/11/89                                                                                          | 5:32         |
| 3.  | «Jet»                                   |                                                                                    | Стадион Уэмбли, Лондон, 17/01/90                                                                             | 4:02         |
| 4.  | «Rough Ride»                            |                                                                                    | Париж, 10/10/89                                                                                              | 4:48         |
| 5.  | «Got to Get You into My Life»           | Леннон — Маккартни                                                                 | Дортмунд, 17/10/89                                                                                           | 3:21         |
| 6.  | «Band on The Run»                       |                                                                                    | Стадион Уэмбли, Лондон, 16/01/90                                                                             | 5:09         |
| 7.  | «Birthday»                              | Леннон — Маккартни                                                                 | Небуорт, 30/06/90; выпущена также как сингл в память Джона Леннона, которому в тот год исполнилось бы 50 лет | 2:43         |
| 8.  | «Ebony and Ivory»                       |                                                                                    | Роттердам, 08/11/89                                                                                          | 4:00         |
| 9.  | «We Got Married»                        |                                                                                    | Стадион Уэмбли, Лондон, 16/01/90                                                                             | 6:38         |
| 10. | «Inner City Madness»                    | McCartney/Linda McCartney/Hamish Stuart/Robbie McIntosh/Paul Wickens/Chris Whitten | Бирмингем, 02/01/90; джем Маккартни и его группы во время саундчека                                          | 1:22         |
| 11. | «Maybe I'm Amazed»                      |                                                                                    | Роттердам, 08/11/89                                                                                          | 4:41         |
| 12. | «The Long and Winding Road»             | Леннон — Маккартни                                                                 | Рио-де-Жанейро, 19/04/90                                                                                     | 4:18         |
| 13. | «Crackin' Up»                           | Эллас Макдэниэл                                                                    | Лос-Анджелес, 23/11/89                                                                                       | 0:49         |
| 14. | «The Fool on the Hill»                  | Леннон — Маккартни                                                                 | Стадион Уэмбли, Лондон, 13/01/90                                                                             | 5:01         |
| 15. | «Sgt. Pepper's Lonely Hearts Club Band» | Леннон — Маккартни                                                                 | Лос-Анджелес, 23/11/89                                                                                       | 6:23         |
| 16. | «Can't Buy Me Love»                     | Леннон — Маккартни                                                                 | Мюнхен, 21/10/89                                                                                             | 2:14         |
| 17. | «Matchbox»                              | Карл Перкинс                                                                       | Стадион Уэмбли, Лондон, 21/01/90                                                                             | 3:09         |
| 18. | «Put It There»                          |                                                                                    | Гётеборг, 28/09/89                                                                                           | 2:43         |
| 19. | «Together»                              | McCartney/McCartney/Stuart/McIntosh/Wickens/Whitten                                | Чикаго, 05/12/89; ещё один джем во время саундчека                                                           | 2:17         |

### Диск 2
| №   | Название                                    | Автор(ы)                               | Где и когда записано                                                    | Длительность |
| --- | ------------------------------------------- | -------------------------------------- | ----------------------------------------------------------------------- | ------------ |
| 1.  | «Things We Said Today»                      | Леннон — Маккартни                     | Мадрид, 02/11/89                                                        | 5:01         |
| 2.  | «Eleanor Rigby»                             | Леннон — Маккартни                     | Вустер, 08/02/90                                                        | 2:36         |
| 3.  | «This One»                                  |                                        | Детройт, 01/02/90                                                       | 4:28         |
| 4.  | «My Brave Face»                             | Маккартни/Диклэн Макманус              | Стадион Уэмбли, Лондон, 19/01/90                                        | 3:09         |
| 5.  | «Back in the U.S.S.R.»                      | Леннон — Маккартни                     | Токио, 05/03/90                                                         | 3:15         |
| 6.  | «I Saw Her Standing There»                  | Леннон — Маккартни                     | Монреаль, 09/12/89                                                      | 3:25         |
| 7.  | «Twenty Flight Rock»                        | Эдди Кокран/Ned Fairchild              | Стадион Уэмбли, Лондон, 13/01/90                                        | 3:09         |
| 8.  | «Coming Up»                                 |                                        | Токио, 03/03/90                                                         | 5:18         |
| 9.  | «Sally»                                     | Will E. Haines/Harry Leon/Leo Towers   | Стадион Уэмбли, Лондон, 21/01/90                                        | 2:03         |
| 10. | «Let It Be»                                 | Леннон — Маккартни                     | Майами, 14/04/90                                                        | 3:53         |
| 11. | «Ain't That a Shame»                        | Фэтс Домино/Dave Bartholomew           | Токио, 09/03/90                                                         | 2:40         |
| 12. | «Live and Let Die»                          |                                        | Гётеборг, 28/09/89                                                      | 3:11         |
| 13. | «If I Were Not upon the Stage»              | Thomas Sutton/Bill Turner/Stan Bowsher | Цинциннати, 26/09/89; искусственное (англ. faux) начало следующей песни | 0:36         |
| 14. | «Hey Jude»                                  | Леннон — Маккартни                     | Цинциннати, 12/02/90                                                    | 8:03         |
| 15. | «Yesterday»                                 | Леннон — Маккартни                     | Вустер, 09/02/90                                                        | 2:06         |
| 16. | «Get Back»                                  | Леннон — Маккартни                     | Токио, 13/03/90                                                         | 4:11         |
| 17. | «Golden Slumbers/Carry That Weight/The End» | Леннон — Маккартни                     | Торонто, 07/12/89                                                       | 6:41         |
| 18. | «Don't Let the Sun Catch You Crying»        | Joe Greene                             | Монреаль, 09/12/89                                                      | 4:31         |

## Над альбомом работали
- Пол Маккартни — ведущий вокал, акустическая и электрогитара, бас-гитара, фортепиано, клавишные
- Линда Маккартни — клавишные, бэк-вокал
- Хэмиш Стюарт[англ.] — акустическая и электрогитара, бас-гитара, бэк-вокал
- Робби Макинтош[англ.] — электрогитара, бэк-вокал
- Пол 'Уикс' Уикенс[англ.] — клавишные, бэк-вокал
- Крис Уиттен[англ.] — барабаны, перкуссия

### Технический персонал
- Продюсеры: Пол Маккартни, Боб Клиармаунтин[англ.], Peter Henderson
- Микширование: Боб Клиармаунтин
- Запись на концертах: Джефф Коэн (Jeff Cohen)
- Фотографии: Donald Christie, Ross Halfin, Guido Harari, Alan Silfen
- Оформление альбома: Peter Saville